# Wizard of Wor
Wizard of Wor è un videogioco arcade sparatutto del 1980 pubblicato da Midway Games. Vennero realizzate anche conversioni per gli home computer Commodore 64 e Atari 8-bit e per le console Atari 2600, Atari 5200 e Bally Astrocade, quest'ultima con il titolo The Incredible Wizard. Nel caso del Commodore 64 esistono due versioni, entrambe originariamente su cartuccia, una fedele all'originale (1983) e una molto più semplice e priva del multigiocatore (1982), uscita prima per il Commodore MAX, ma poi commercializzata limitatamente anche per C64 col titolo Wizard 64.
Versioni per piattaforme più moderne apparvero all'interno delle raccolte della serie Midway Arcade Treasures.

## Modalità di gioco
Il giocatore controlla un guerriero futuristico che si muove in orizzontale e verticale dentro labirinti a schermata fissa brulicanti di mostri. È armato di un raggio laser con munizioni illimitate, ma non può sparare a ripetizione finché il colpo precedente non ha terminato la corsa. Lo scopo è eliminare tutti i nemici per passare al labirinto successivo. La visuale è dall'alto ma i personaggi sono disegnati di profilo.
Ci sono tre tipi di mostri di base, tutti in grado anche di sparare, e di aumentare la propria velocità con il passare del tempo. Alcuni mostri possono anche diventare temporaneamente invisibili, ma la posizione di tutti è sempre segnalata da quadratini in un piccolo riquadro etichettato "radar". Uccisi tutti i nemici normali di un livello compare il Worluk, un mostro alato che può essere ucciso per ottenere un bonus prima che fugga; ucciso il Worluk c'è la possibilità che appaia anche il mago di Wor, il capo dei nemici a cui si riferisce il titolo, un boss capace di teletrasportarsi.
Con il progredire dei livelli i labirinti tendono ad avere meno muri e più spazi aperti, fino ad arrivare al livello The Pit ("la fossa") completamente privo di muri. Il gioco prosegue all'infinito, riproponendo periodicamente i livelli più difficili.
Wizard of Wor è dotato di una modalità multiplayer in contemporanea, dove i due giocatori possono spararsi a vicenda oltre che ai mostri. Colpire l'altro giocatore fa vincere punti ma non è necessario per superare i livelli, i due possono decidere liberamente se cooperare o combattersi.
Il gioco originale arcade è dotato anche di primitiva sintesi vocale e pronuncia diverse frasi che rappresentano la voce fuori campo del mago di Wor. Anche il gioco per Commodore 64 può avere il parlato, in quanto è uno dei pochi software che supportano l'espansione hardware Magic Voice Speech Module.